# ایوان ایاردی
ایوان ایاردی (انگلیسی: Ivan Aiardi؛ زادهٔ ۱۶ ژانویهٔ ۱۹۷۱) بازیکن فوتبال اهل ایتالیا است.
از باشگاه‌هایی که در آن بازی کرده‌است می‌توان به باشگاه فوتبال مونتسا، باشگاه فوتبال مسینا، و باشگاه فوتبال لچه اشاره کرد.